# 聖母教堂 (馬斯特里赫特)
聖母教堂（荷蘭語：Basiliek van Onze-Lieve-Vrouw）是位於荷蘭城市馬斯特里赫特的一座天主教的教堂。聖母教堂是一座羅馬式建築，屬天主教魯爾蒙德教區管轄。

## 外部連結
- www.sterre-der-zee.nl （页面存档备份，存于） (official website, largely in Dutch)